# Rollkur (Technik)
Rollkur beschreibt in seiner technischen Bedeutung eine Reparatur- oder Ertüchtigungsmethode für Serien von technischen Geräten, bei denen in einer rollierenden Reihe bestimmte Teile dieser technischen Geräte ausgebaut, repariert und je in ein gleichartiges, aber nicht dasselbe Gerät wieder eingebaut werden.
So erhielten zum Beispiel Lokomotiven der Baureihe 101 der Deutschen Bahn Ende der 1990er Jahre überarbeitete Fahrmotoren auf dem Wege einer Rollkur. Hierzu wurden einige Fahrmotoren neu gebaut und in die erste Lokomotive eingebaut. Die frei gewordenen Fahrmotoren wurden nach einheitlichem Schema ertüchtigt und wurden dann in die zweite Lok eingebaut. Deren Fahrmotoren wurden ebenso bearbeitet und sofort ertüchtigend durchgetauscht, bis die ganze Fahrzeugserie die überarbeiteten Fahrmotoren erhalten hatte.
Diese Methode erlaubt eine rationelle Fertigung bei Sicherstellung eines niedrigen Schadbestandes der zu ertüchtigenden technischen Geräte.